# 莫什瓦亞鄉
44°49′N 24°46′E / 44.817°N 24.767°E
莫什瓦亞鄉（羅馬尼亞語：Comuna Moșoaia, Argeș），是羅馬尼亞的鄉份，位於該國中南部，由阿爾傑什縣負責管轄，面積45平方公里，海拔高度403米，2007年人口4,409，人口密度每平方公里98人。